# Autopista nord-sud (Vietnam)
L'Autopista nord-sud és una autopista al Vietnam, que va des de Hanoi a Can Tho. Algunes seccions prop de Hanoi i Ho Chi Minh ja estan en servei.
La major part està en construcció o en desenvolupament. La longitud total és 1.941 km i el cost estimat és de 350 trillons de dongs, i es preveu finalitzar en 2030.
Una part tindrà 4 carrils, algunes parts tindrà 6 carrils, i les parts més importants tindrà 8 carrils.